# Шолдри
Шолдри (пол. Szołdry) — село в Польщі, у гміні Бродниця Сьремського повіту Великопольського воєводства.
Населення — 222 особи (2011).
У 1975-1998 роках село належало до Познанського воєводства.

## Демографія
Демографічна структура станом на 31 березня 2011 року:
|          | Загалом | Допрацездатний вік | Працездатний вік | Постпрацездатний вік |
| -------- | ------- | ------------------ | ---------------- | -------------------- |
| Чоловіки | 125     | 33                 | 86               | 6                    |
| Жінки    | 97      | 14                 | 64               | 19                   |
| Разом    | 222     | 47                 | 150              | 25                   |